# Zalužje
Zalužje är en ort i Bosnien och Hercegovina.   Den ligger i entiteten Republika Srpska, i den södra delen av landet, 70 km söder om huvudstaden Sarajevo. Zalužje ligger 870 meter över havet och antalet invånare är 244.
Terrängen runt Zalužje är huvudsakligen kuperad, men den allra närmaste omgivningen är platt. Närmaste större samhälle är Nevesinje, 6,0 km väster om Zalužje. 
Omgivningarna runt Zalužje är en mosaik av jordbruksmark och naturlig växtlighet. Runt Zalužje är det ganska tätbefolkat, med 67 invånare per kvadratkilometer.